# Bundesstraße 98
Pour les articles homonymes, voir Route 98.
La Bundesstraße 98 (abrégé en B 98) est une Bundesstraße reliant Zeithain à Oppach.

## Localités traversées
- Zeithain
- Großenhain
- Thiendorf
- Laußnitz
- Burkau
- Bischofswerda
- Neukirch
- Oppach